# Radio Maohi
Radio Maohi est une station de radio de Tahiti en Polynésie française. Elle diffuse de la musique locale tahitienne et internationale. 
Son slogan est "Le meilleur de la radio". 